# Félines (Haute-Loire)
Félines ist eine französische Gemeinde mit 302 Einwohnern (Stand: 1. Januar 2022) im Département Haute-Loire in der Region Auvergne-Rhône-Alpes (vor 2016 Auvergne). Sie gehört zum Arrondissement Brioude sowie zum Kanton Plateau du Haut-Velay granitique. 

## Geographie
Félines liegt etwa 33 Kilometer nordnordwestlich von Le Puy-en-Velay, am Fluss Borne Orientale, in der Naturlandschaft Emblavès (auch Emblavez geschrieben).

### Nachbargemeinden
Umgeben ist Félines von den Nachbargemeinden Bonneval im Norden und Nordwesten, Jullianges im Norden und Nordosten, Beaune-sur-Arzon im Nordosten, Chomelix im Osten, Bellevue-la-Montagne im Südosten, Monlet im Süden und Südwesten sowie Sembadel im Westen.

## Bevölkerungsentwicklung
| Jahr                       | 1962 | 1968 | 1975 | 1982 | 1990 | 1999 | 2006 | 2011 | 2017 |
| Einwohner                  | 479  | 450  | 382  | 371  | 341  | 322  | 291  | 280  | 318  |
| Quellen: Cassini und INSEE |      |      |      |      |      |      |      |      |      |

## Sehenswürdigkeiten
- Kirche L’Exaltation de la Sainte-Croix

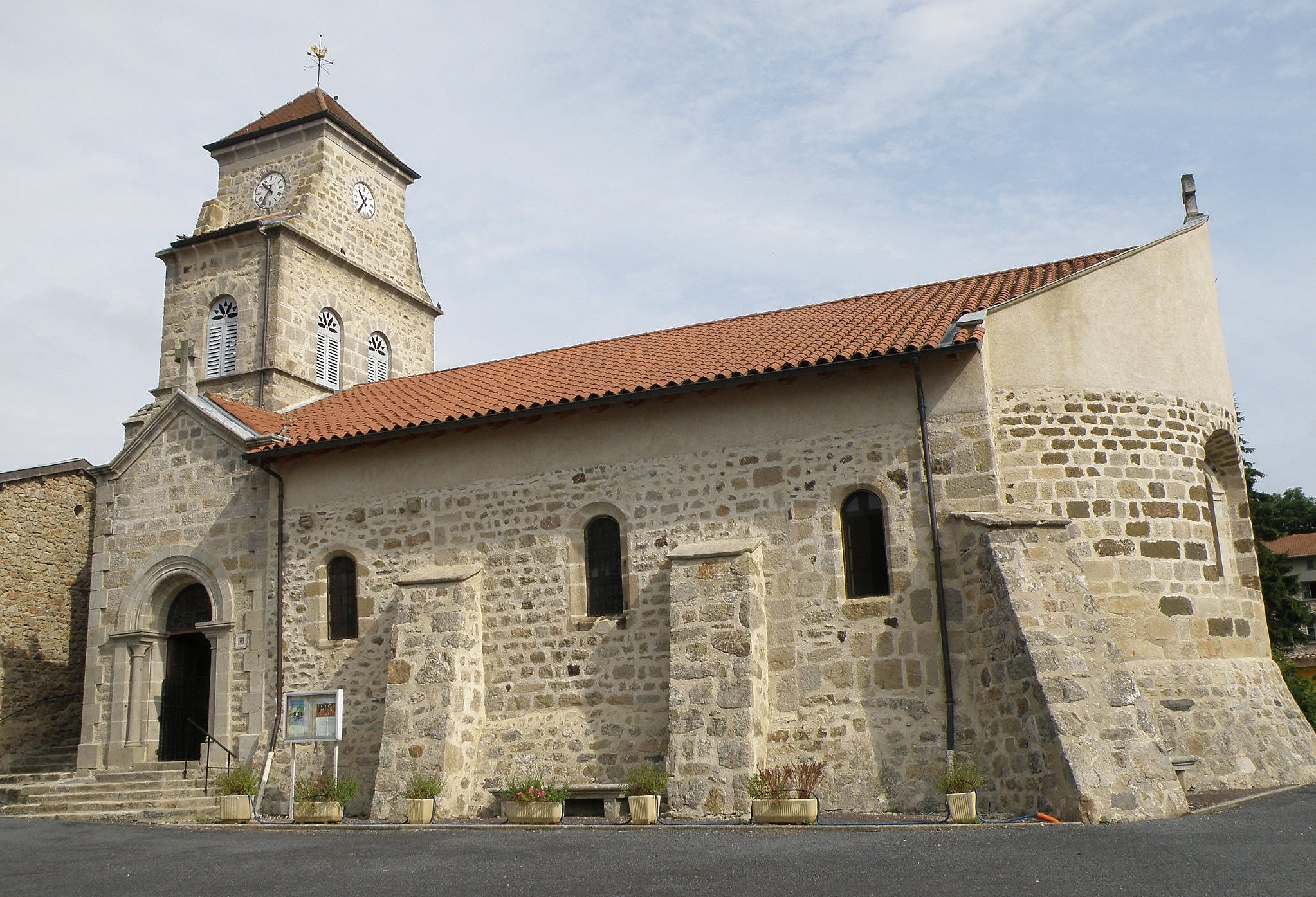
Kirche L’Exaltation de la Sainte-Croix